# 산곡남중학교
산곡남중학교(山谷南中學校)는 대한민국 인천광역시 부평구 산곡동에 있는 공립 중학교이다.

## 학교 연혁
- 1987년 3월 1일 : 초대 최병렬 교장 취임
- 1987년 3월 1일 : 산곡남중학교 설립 (6학급 편성)
- 1987년 3월 5일 : 제1회 입학식
- 1990년 2월 14일 : 제1회 졸업식 (336명)
- 1992년 9월 1일 : 무감독 시험제 운영
- 2002년 9월 1일 : 학교 도서관 개편
- 2016년 2월 17일 : 제27회 졸업식(339명) (총 12,217명)
- 2023년 1월 10일 : 제34회 졸업식(293명)
- 2023년 3월 2일 : 287명 입학
- 2023년 9월 1일 : 제16대 이병용 교장 취임

## 참고 자료
- 산곡남중학교 - 한국교육학술정보원 학교알리미